# POREČ Classic (vrouwen)
De POREČ Classic Ladies is een eendaagse wielerwedstrijd voor vrouwen die in 2023, onder de naam Trofej Poreč Ladies, voor het eerst werd georganiseerd naast de al bestaande manneneditie. De wedstrijd wordt begin maart op het schiereiland Istrië in Kroatië verreden, vlak na de UMAG Classic.

## Overwinningen per land
| Overwinningen | Land                              |
| ------------- | --------------------------------- |
| 1             | Hongarije, Nederland, Oezbekistan |